# Bas-Intyamon
Bas-Intyamon je obec v okrese Gruyère v kantonu Fribourg ve Švýcarsku. Žije zde přibližně 1 500 obyvatel.
Obec vznikla 1. ledna 2004 sloučením původně samostatných obcí Enney, Estavannens a Villars-sous-Mont. Obecní úřad sídlí v Enney.

## Geografie

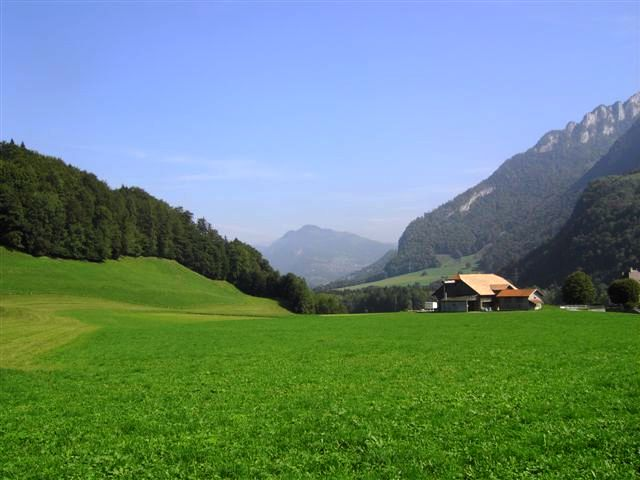
Krajina Bas-Intyamon

Bas-Intyamon leží vzdušnou čarou asi 6 km jiho-jihovýchodně od okresního města Bulle. Obec se nachází v oblasti Haute-Gruyère, v údolí řeky Sány, zvaném Intyamon, ve Fribourských Alpách východně od Molésonu.
Území obce o rozloze 33,3 km² pokrývá část oblasti Haute-Gruyère ve Fribourských Alpách. Centrální část území tvoří údolí Sány, které se táhne ve směru jih-sever s plochou údolní nivou širokou až 1,5 km. Ze západu se do Saane vlévají potoky Ruisseau des Praz, Ruisseau d’Afflon a Ruisseau du Bry, které rozdělují levou stranu údolí na různá předhůří masivu Moléson, včetně La Vudalla (1670 m n. m.) a Vanil Blanc (1573 m n. m.). Na západě oblast zasahuje do údolí řeky Albeuve, která pramení na severním svahu Molésonu.
Na východ od Sány zasahuje území obce přes sousední pohoří s Dent du Chamois (1830 m n. m.), Dent du Bourgo (1909 m n. m.) a Les Merlas (1908 m n. m.) do údolí Motélon. Východní hranici tvoří Ruisseau de Motélon, jižní boční tok Jaunbachu. V tomto údolí se nacházejí odlehlé alpské oblasti Varvalanne a Porcheresse. Nad Porcheresse se nachází nejvyšší bod Bas-Intyamonu na vápencovém vrcholu Dent de Folliéran ve výšce 2340 m n. m. V horách se nachází také několik skalních útvarů. Severní hranice s kotlinou Bulle prochází úzkým úsekem údolí Sány a přes hřeben Dent du Chamois na východě. V roce 1997 byla 3 % rozlohy obce pokryta zastavěnou plochou, 39 % lesy a lesními porosty, 48 % zemědělstvím a něco málo přes 10 % neproduktivní půdou.
Bas-Intyamon se skládá z obcí Enney (720 m n. m.), Villars-sous-Mont (758 m n. m.) a Estavannens, která se skládá z obcí Estavannens-Dessous (770 m n. m.) a Estavannens-Dessus (798 m n. m.). K obci patří také osady La Chenau (807 m n. m.) na říčce Ruisseau du Bry v kotlině západně od Enney a Afflon (740 m n. m.) na náplavovém kuželu říčky Ruisseau d’Afflon na západním okraji údolí Saane a četné jednotlivé farmy a horské chaty. Sousedními obcemi jsou Gruyères, Val-de-Charmey, Grandvillard a Haut-Intyamon.

## Historie

Villars-sous-Mont (1964)

Obec Bas-Intyamon patří od středověku ke kraji Gruyères. Poté, co poslední hrabě z Gruyères v roce 1554 vyhlásil bankrot, přešla oblast v roce 1555 pod vládu Fribourgu a byla přidělena ke komitátu Gruyères. Po pádu Staré švýcarské konfederace (1798) patřil Bas-Intyamon nejprve k prefektuře a od roku 1848 k okresu Gruyères.
Dne 5. června 2003 se voliči obcí Enney, Estavannens a Villars-sous-Mont vyslovili pro sloučení svých obcí většinou 90 %. S účinností od 1. ledna 2004 tak vznikla nová obec Bas-Intyamon. Původně se k obci Bas-Intyamon měl připojit také Grandvillard. Její obyvatelé však sloučení odmítli, a proto Grandvillard zůstal samostatnou politickou obcí.
Od roku 2012 je obec součástí regionálního přírodního parku Gruyère Pays-d’Enhaut.

## Obyvatelstvo

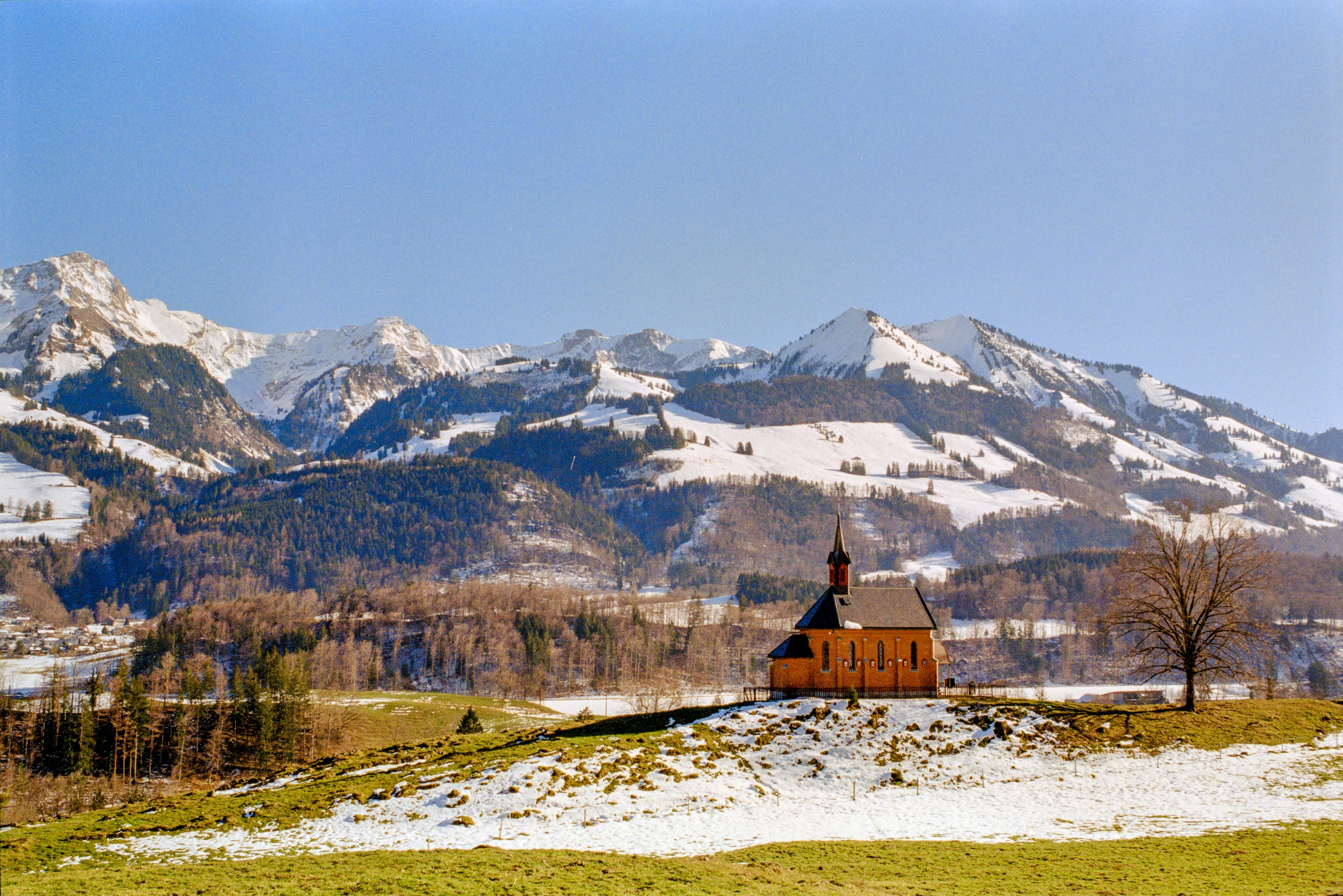
Kaple ve Villars-sous-Mont

95,4 % obyvatel hovoří francouzsky, 2,1 % německy a 1,5 % albánsky (údaj z roku 2000). V roce 1900 žilo v Bas-Intyamon celkem 792 obyvatel. V průběhu 20. století měl počet obyvatel klesající tendenci a v roce 1960 dosáhl dočasného minima 684 obyvatel. Od té doby dochází k výraznému nárůstu počtu obyvatel (zejména od roku 1980).

## Hospodářství

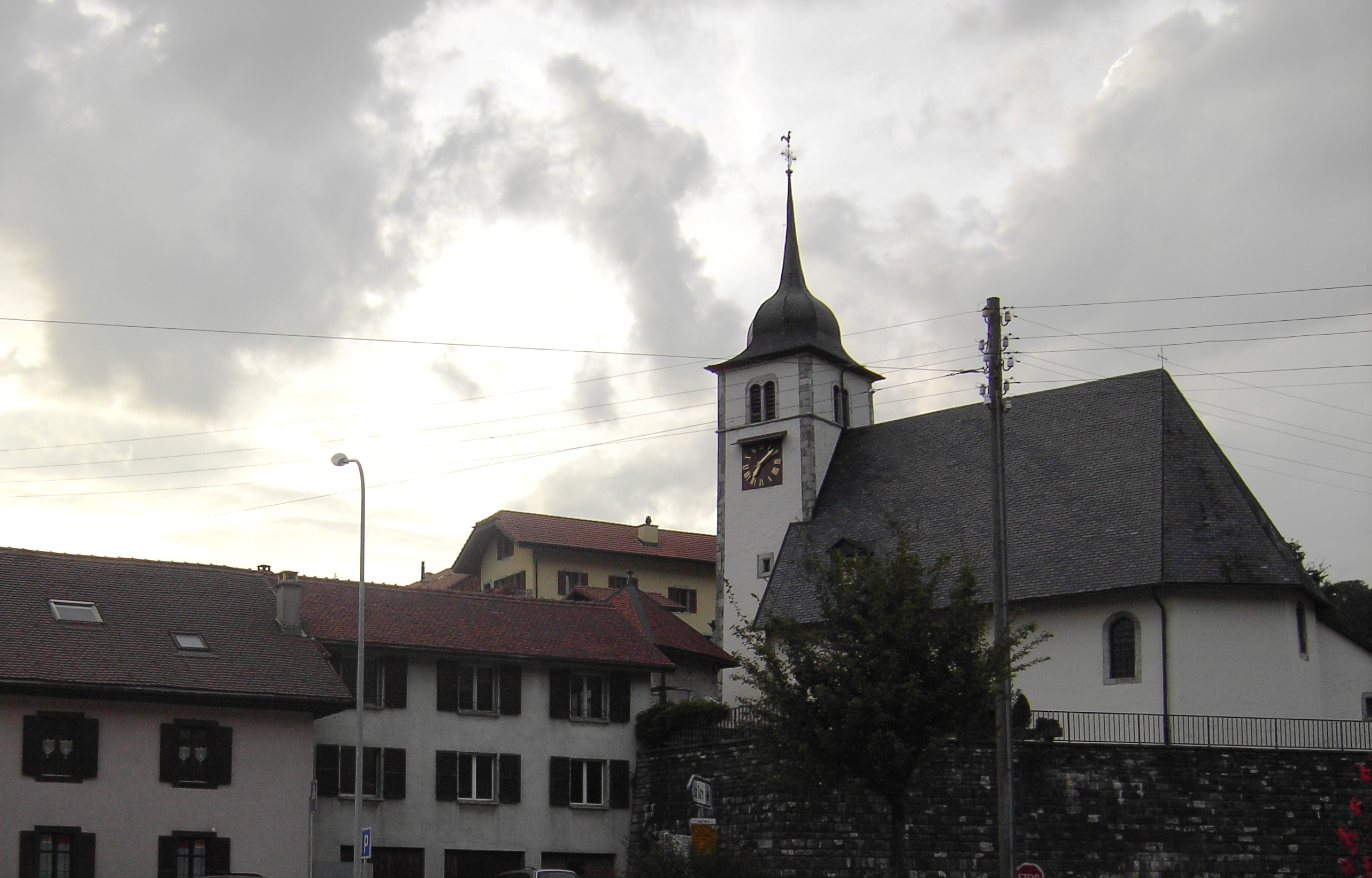
Enney

Až do poloviny 20. století se Bas-Intyamon vyznačoval především zemědělstvím. V 19. století hrálo důležitou roli také slaměné tkalcovství. I dnes hraje ve struktuře obživy obyvatelstva důležitou roli chov dobytka a mlékárenství (pro výrobu sýra Gruyère) a v menší míře i orná půda. Obec má rozsáhlé vysokohorské pastviny pro letní chov hospodářských zvířat. Další pracovní příležitosti jsou k dispozici v místních drobných podnicích a v sektoru služeb. Od 80. let 20. století vznikly v Bas-Intyamonu malé podniky v potravinářském a nábytkářském průmyslu, elektronice, mechanické dílny, truhlárny a betonárna. V údolí Sány se těží několik druhů štěrkopísků. Ve Villars-sous-Mont se nachází domov důchodců a pečovatelská služba pro oblast Haute-Gruyère. V posledních desetiletích se Bas-Intyamon rozvíjí také jako rezidenční obec. V důsledku toho mnoho zaměstnanců dojíždí za prací do oblastí měst Bulle a Fribourg.

## Doprava
Obec má dobré dopravní spojení. Leží na hlavní silnici z Bulle do Château-d’Oex. Dne 23. července 1903 byla zprovozněna železniční trať z Bulle do Montbovonu se stanicemi v Enney a Villars-sous-Mont a na křižovatce silnice do Estavannens. Estavannens je také napojeno na síť veřejné dopravy autobusovou linkou provozovanou společností Transports publics fribourgeois, která jezdí z Bulle do Grandvillard.